# 金泰元
金 泰元(キム・テウォン、김태원、1870年 - 1908年)は李氏朝鮮末期の義兵長。号は竹峰。本貫は慶州。

## 生涯
全羅南道羅州出身。別名は金準または金参奉。義兵長金聿の兄。順陵参奉を務めた。
1894年に甲午農民戦争が起こると東学党に加わった。しかし、東学党に失望し、しばらく水原に移住した後に帰郷した。故郷では村煬前の宴虐を正すため、観察使に訴えて、これを解決して住民たちから称賛を受けた。
1906年に弟聿と湖南で義兵を起こして高敞・靈光等地で活躍した。翌年奇參衍の湖南倡義会盟所に加わって急先鋒になって羅州・咸平等地で活躍した。1908年1月聿と共に同福舞童山で吉田勝三郎の騎兵部隊150人と戦い、吉田の首を奪った。
この時潭陽秋月山城で銃傷治療中の奇参衍が捕まって光州で銃殺されたという情報に接し、湖南義所と部隊名前を替えて日進会員・密偵・자율団員などを処断し、納税拒否闘争を主導した。
1908年5月、長城土泉後方の山に城を築いて戦い、光州魚登山戦闘で戦死した。1962年に建国勲章独立章が追贈された。